# Eugenics Record Office
Das Eugenics Record Office (ERO; etwa: „Amt für Eugenik-Aufzeichnungen“) in den Vereinigten Staaten war ein Forschungsinstitut in Cold Spring Harbor (New York), das biologische und soziale Informationen über die amerikanische Bevölkerung sammelte, die „Rassenhygiene“ propagierte und bis zu seiner Schließung im Jahre 1939 für staatlich erzwungene Sterilisierung eintrat.

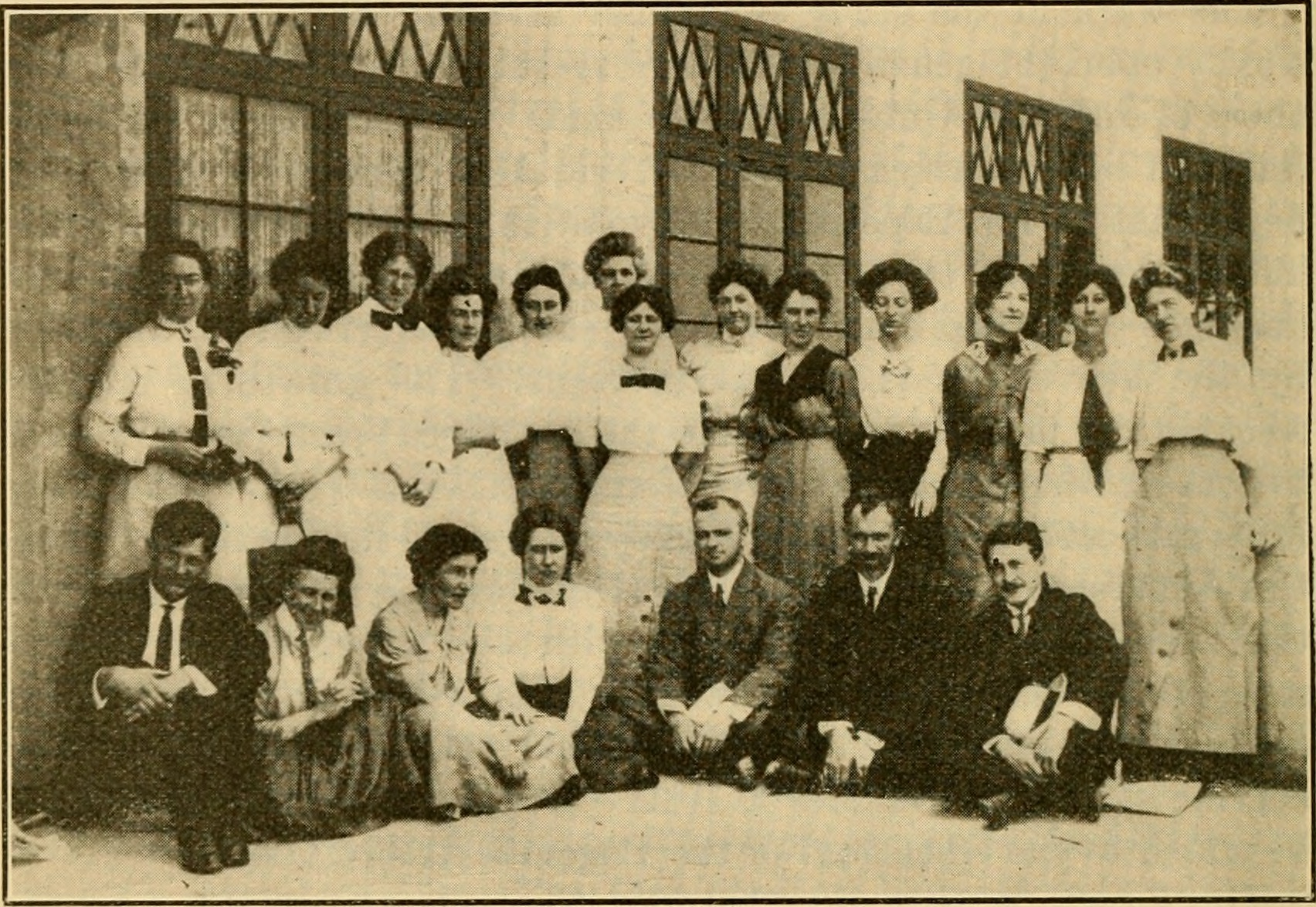
First Annual Field Workers' Conference, Eugenics Record Office, 1912

## Geschichte
Das Eugenics Record Office fungierte von 1910 bis 1939 als Zentrum für die Erforschung von Eugenik und Humangenetik. Es wurde von der Station for Experimental Evolution (Station für experimentelle Evolution) in Cold Spring Harbor, deren Direktor der Biologie und Eugeniker Charles B. Davenport war, gegründet, die später den Namen Carnegie Institution Department of Genetics annahm. Sowohl sein Gründer Charles Davenport als auch ihr Direktor, der Soziologe
Harry H. Laughlin (1880–1943), leisteten einen wichtigen Beitrag zur „Eugenik“ in den Vereinigten Staaten. Ihre Aufgabe war es, umfangreiche Informationen über die Abstammung der amerikanischen Bevölkerung zu sammeln, um Propaganda für die Eugenik-Bewegung zu machen und die Idee der „Rassenverbesserung“ zu fördern.
Unter den Präsidenten der American Eugenics Society (von 1927 bis 1929) setzte sich Harry H. Laughlin  (vom ERO) für die eugenische Sterilisation in den USA des frühen zwanzigsten Jahrhunderts ein.
Da sich die intellektuellen Strömungen änderten, stellte die Carnegie Institution 1939 die Finanzierung des Büros ein. Es blieb bis 1944 aktiv, als seine Unterlagen an das Charles Fremont Dight Institute for the Promotion of Human Genetics an der Universität von Minnesota übertragen wurden. Als das Dight Institute 1991 geschlossen wurde, wurde das genealogische Material von der Genealogical Society of Utah verfilmt und dem Center for Human Genetics übergeben. Das nicht-genealogische Material wurde nicht verfilmt und ging an die Bibliothek der American Philosophical Society.